# Баранов, Станислав
Станислав Баранов (фин. Stanislav Baranov; род. 15 апреля 2005 года в Хельсинки, Финляндия) — финский и российский футболист, нападающий клуба «ХИК», выступающий на правах аренды за «Калев».

## Клубная карьера
Станислав начал карьеру в «Конту» в 8-летнем возрасте. Помимо футбола он также занимался теннисом. В 2017 году игрок вошёл в систему крупного финского клуба «ХИК». В 2023 году Станислав был переведён в резервную команду «Клуби-04» и начал активные выступления в её составе на уровне Какконен — третьем в финской футбольной пирамиде, отметившись 8 забитыми голами в 23 матчах сезона. 22 февраля того же года состоялся дебют нападающего за «ХИК» в Кубке Финской лиги против «Интера» из Турку.
12 июня 2024 года Станислав в составе «ХИКа» результативно дебютировал в чемпионате Финляндии, поучаствовав в разгроме «Гнистана». Вторую половину сезона-2024 игрок провёл на правах аренды в таллинском «Калеве». Он отыграл 12 встреч в чемпионате Эстонии и забил 1 гол.

## Международная карьера
В 2023 году Станислав защищал цвета национальной сборной Финляндии (до 18 лет) на Балтийском кубке. На турнире, ставшим для финнов победным, он принял участие во всех 3 матчах и отметился забитым голом в дебютной игре против сверстников из Эстонии.

## Достижения
«ХИК»
- Обладатель Кубка Финской лиги (1): 2023

 Финляндия (до 18)
- Обладатель Балтийского кубка (1): 2023

## Личная жизнь
Станислав — выходец из спортивной семьи. Его мать Дарья занималась лёгкой атлетикой и плаваньем, отец играл в футбол на детско-юношеском уровне, а дед работал учителем физической культуры. Младшая сестра Александра тоже некоторое время занималась футболом.